# Labeo moszkowskii
Labeo moszkowskii is een straalvinnige vissensoort uit de familie van karpers (Cyprinidae). De wetenschappelijke naam van de soort is voor het eerst geldig gepubliceerd in 1922 door Ahl.